# Tâche de sélection de Wason
Pour les articles homonymes, voir Tâche.
La tâche de sélection de Wason (ou tâche à quatre cartes de Wason) est un casse-tête logique qui nécessite, pour être résolu, de maîtriser le modus ponens et le modus tollens, deux notions du raisonnement logiques liées à l'implication. Lorsqu'ils sont confrontés à cette épreuve, pourtant simple, les gens commettent, en moyenne, un certain nombre d'erreurs de raisonnement. Or ces erreurs tendent à disparaître sous certaines conditions, notamment lorsque la question est formulée avec un contenu concret impliquant une norme, c'est-à-dire lorsqu'il s'agit d'un énoncé faisant appel à la logique déontique et non un simple énoncé descriptif. L'interprétation des effets obtenus avec les différentes versions de la tâche de Wason a généré un important débat en psychologie du raisonnement depuis les années 1960. Certains psychologues évolutionnistes y voient un argument en faveur de l'idée d'un module spécialisé dans la « détection de tricheur » ou de « passager clandestin ». Pour d'autres (Dan Sperber), ces effets ne sont dus qu'à des intuitions pertinentes, liées au contexte, que les personnes interrogées parviennent à se faire de l'énoncé.

## Énoncé de la tâche de sélection

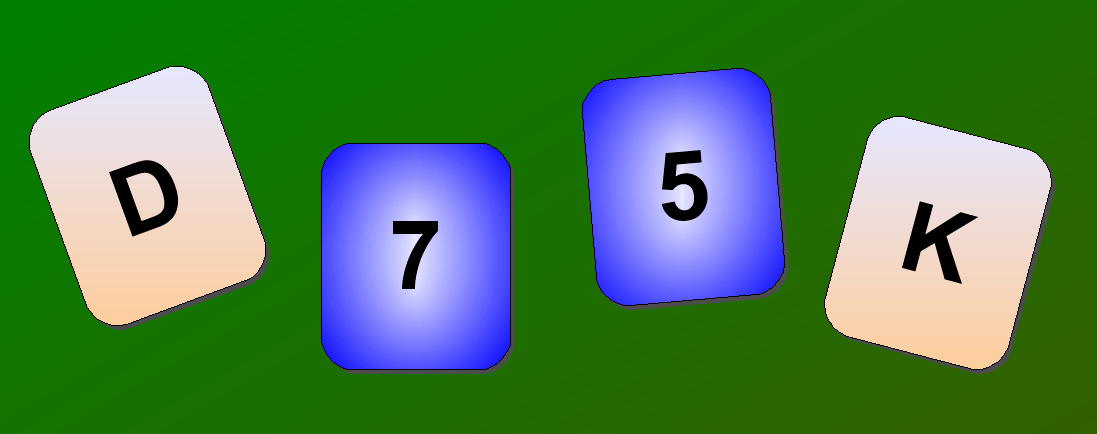
Quelle(s) carte(s) faut-il retourner ?

La tâche de sélection a été développée par le psychologue cognitiviste Peter Wason durant les années 1960. Dans la version standard de la tâche de Wason, la question posée peut s'énoncer comme suit : 
« Quatre cartes comportant un chiffre sur une face et une lettre sur l'autre, sont disposées à plat sur une table. Une seule face de chaque carte est visible. Les faces visibles sont les suivantes : D, 7, 5, K. Quelle(s) carte(s) devez-vous retourner pour déterminer la véracité de la règle suivante : Si une carte a un D sur une face, alors elle porte un 5 sur l'autre face. Il ne faut pas retourner de carte inutilement, ni oublier d'en retourner une. »

## Solution
La réponse correcte à cette épreuve consiste à retourner deux cartes: celle portant la lettre D visible et l'autre montrant le numéro 7 visible. En effet, s'il n'y a pas de 5 au dos du D alors la carte ne respecte pas la règle. Et si au dos de la carte 7 il y a un D, celle-ci ne respecte pas la règle. Il est parfaitement inutile de retourner les deux autres cartes, car elles ne sont d'aucun intérêt pour répondre à la question initiale : soit la troisième, portant un 5, a un D de l'autre côté et respecte bien la règle.. soit elle a autre chose, et ce n'est pas une carte D. La dernière, portant un K, n'est dès le départ pas conforme à l'énoncé de la question à résoudre.

### Les erreurs de raisonnement dans la tâche de Wason
Beaucoup de gens se trompent à cette tâche (environ 80 % ). La plupart des sujets choisissent correctement la carte D, une partie d'entre eux oublient la carte 7 et un grand nombre choisissent la carte 5. Or, soit cette dernière carte porte un D sur l'autre face (auquel cas elle respecte la règle), soit cette même carte porte une lettre autre que D et dans ce cas, elle vérifie aussi la règle (car la règle ne dit rien sur les cartes portant une lettre autre que D). De même, la carte portant un K (qui n'est en général pas choisie) ne peut pas invalider la règle (qui ne dit rien sur les cartes portant une lettre autre que D).
L'erreur la plus courante, à savoir retourner la carte 5, et oublier la carte 7, révèle deux biais cognitifs :
- un biais de vérification, qui consiste à chercher davantage une vérification qu'une réfutation de la règle ;
- un biais d'appariement, qui consiste à se focaliser sur les items cités dans l'énoncé.

### Interprétation logique
Selon le calcul des propositions, la règle est une proposition conditionnelle. La première carte permet d'invalider le modus ponens issu de cette conditionnelle ; la seconde permet quant à elle d'invalider le modus tollens dérivé par un raisonnement contre-factuel. Le choix 5 correspond au sophisme de l'affirmation du conséquent, c'est-à-dire à confondre une simple relation d'implication avec une relation d'équivalence logique ; le choix K à celui de la négation de l'antécédent.

## Version déontique de la tâche de Wason
Confrontés à cette version dite abstraite de la tâche de sélection, les gens interrogés commettent donc fréquemment une erreur de raisonnement. Toutefois, les psychologues P. Johnson-Laird, en 1972, puis R. Griggs et J. Cox ont montré que le taux d'erreurs était bien plus faible (moins de 50 % ) lorsque la tâche était reformulée sous une forme dite concrète ou thématique (tout en gardant une structure logique rigoureusement identique) :
« Quatre personnes sont en train de boire dans un bar et vous disposez des informations suivantes : la première boit une boisson alcoolisée, la seconde a moins de 18 ans, la troisième a plus de 18 ans et la dernière boit une boisson sans alcool. Quelle(s) personne(s) devez-vous interroger sur leur âge ou sur le contenu de leur verre pour vous assurer que tous respectent bien la règle suivante : Si une personne boit de l'alcool, elle doit avoir plus de 18 ans. »

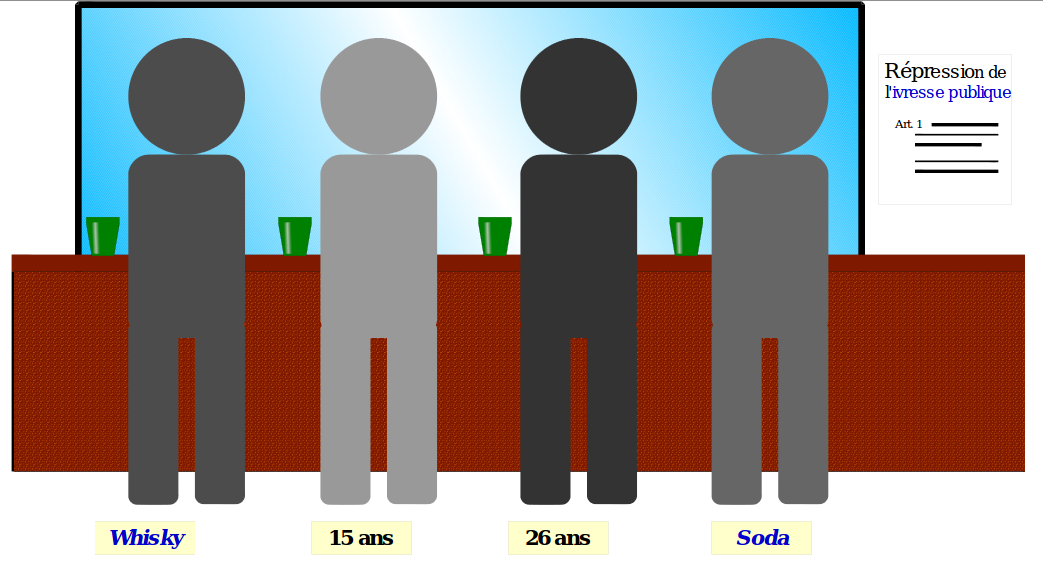
Qui faut-il contrôler ?

Dans cette version « concrète » de la tâche de sélection, les gens ne se trompent plus et choisissent facilement d'interroger la première personne sur son âge (car elle boit de l'alcool, équivalent de la carte D) et la seconde sur le contenu de son verre (car elle a moins de 18 ans, équivalent de la carte 7). Ces choix correspondent aux réponses logiquement justes. Rares sont ceux qui interrogent le troisième personnage sur le contenu de son verre (il a plus de 18 ans de toutes façons, carte 5) ou le dernier qui ne boit pas d'alcool (carte K). 
Ainsi la reformulation concrète de la règle abstraite engendre moins d'erreurs de raisonnement logique. Cette observation a alimenté un important débat dans la psychologie du raisonnement, les psychologues cherchant à vérifier si cet effet pouvait être obtenu dans d'autres conditions et à déterminer quels étaient les mécanismes cognitifs qui permettaient ainsi de résoudre la tâche de façon correcte.

### Interprétations proposées
Selon une première interprétation, ce gain de performance serait dû au fait que le contenu de la règle possède une signification concrète. Par extension, des psychologues évolutionnistes, tels que les deux fondateurs du Centre de psychologie évolutionniste de l'Université de Californie Leda Cosmides et John Tooby, ainsi que Larry Fidick, ont défendu l'idée que ce gain de performance serait spécifique aux situations de contrat social, dans lesquelles un tricheur (ou « passager clandestin ») peut tirer un bénéfice indu de la violation d'une loi sociale en vigueur du type pour bénéficier de X, il faut faire/être Y. En effet, ces situations déclencheraient la mise en œuvre d'un module de détection de tricheur (ou « algorithme de contrat social »). Ce module spécifique au domaine des interactions sociales ne serait donc pas utilisable pour des règles abstraites, que seuls des processus liés à l'intelligence générale peuvent traiter mais avec moins d'efficacité sur le plan de la performance. De plus, les impératifs de ce module (la détection de tricheur) primeraient sur les instructions données : on n'obéirait plus aux instructions logiques (si... alors...), qui seraient masquées, mais plutôt à un objectif de détection. Ce serait ainsi l'illustration que certains processus psychologiques auraient bien évolué sous la pression de la sélection naturelle pour résoudre des problèmes spécifiquement liés aux interactions sociales. 
À l'inverse, d'autres psychologues (dont certains se réclament, par ailleurs, eux aussi de la psychologie évolutionniste, comme Dan Sperber) ont critiqué cette interprétation en se fondant sur les aspects pragmatiques des situations exposées dans les versions descriptive et déontique de la tâche de Wason. En se basant sur la théorie de la pertinence, ces auteurs montrent que suivant la façon dont les sujets interprètent la règle énoncée, ils n'aboutiront pas aux mêmes choix. Or le contenu narratif des situations concrètes oriente ce processus d'inférence vers les solutions logiquement justes ou non, indépendamment de l'aspect déontique ou non de la formulation, ce que ne fait pas la tâche abstraite. La tâche de Wason ne serait donc finalement pas une « bonne » tâche cognitive pour tester le raisonnement et l'existence d'un « algorithme de contrat social », car trop soumise aux processus inférentiels des individus testés. A fortiori, elle ne permet donc pas de valider (ni d'invalider) l'existence d'un module de détection de tricheur.
L'un des exemples donné par Sperber est la situation imaginaire suivante :
« Vous êtes un journaliste qui visitez le petit État du Bargustan. Le Prince régnant y a imposé une forme de libéralisme économique radical : tout le monde peut travailler entre 18 et 65 ans, les étudiants sont salariés, il n'y a pas de salaire minimal, [etc.] (…) Avec assurance, le Prince vous fait la déclaration suivante : Dans mon État, toute personne en âge de travailler a un emploi. [On vous présente le cas de quatre citoyens : le premier a 32 ans, le second a 79, le troisième travaille et le dernier ne travaille pas. Le(s)quel(s) devez-vous interroger pour vérifier si ce que dit le Prince est vrai ?]  »
Plus de 70 % des gens soumis à cette version de la tâche de sélection ne se trompent pas et choisissent correctement d'interroger la personne de 32 ans et celle qui ne travaille pas. Or cette situation n'a rien à voir avec une détection de tricheur. L'argument de Sperber est qu'en cherchant à trouver quelle situation permet d'invalider la phrase du Prince, c'est-à-dire la situation pertinente dans ce contexte, on tombe sur un concept facile à se représenter, c'est celui d'une personne au chômage : sans emploi et n'ayant pas encore l'âge de la retraite. La question est donc interprétée comme : « Trouver quels sont les citoyens qui sont peut-être au chômage ». Ce qui se résout sans difficulté. À l'inverse si la loi du prince avait été Toute personne de plus de 65 ans n'a pas d'emploi, la situation invalidante aurait été une personne âgée qui occupe un emploi, un concept moins commun et moins facile à se représenter que celui, plus courant, de retraité, une personne âgée qui ne travaille pas. Ce concept de vieille personne travaillant étant moins facile à manipuler, dans cette deuxième situation, les gens se trompent en majorité (75 % ).
Sperber et Girotto soulignent en outre que, même s'il y a effectivement un module ou algorithme de détection de tricheurs, celui-ci serait plus compliqué que les simples questions « a-t-il pris le bénéfice ? » et « a-t-il rempli ses obligations ? » qui ont été testées par Cosmides & al. En effet, d'autres processus cognitifs peuvent être mis en jeu, par exemple la mémoire : ainsi, dans le cas des Dorzés d'Éthiopie, les gens doivent se rappeler les dizaines voire des centaines de dons qui leur ont été faits au cours des années, et qu'ils devront rendre (selon le principe maussien de l'économie de don) au moment approprié, selon les circonstances. Dans ce cas, repérer quelqu'un qui ne rend pas un contre-don est plus compliqué, puisque cela met en jeu le temps et la mémoire.
Ainsi, la plupart des psychologues du raisonnement ne considèrent plus la tâche de Wason comme une bonne procédure expérimentale car elle est trop dépendante de la compréhension linguistique des énoncés.